# Chironemus georgianus
Chironemus georgianus är en fiskart som beskrevs av Georges Cuvier 1829. Chironemus georgianus ingår i släktet Chironemus och familjen Chironemidae. Inga underarter finns listade i Catalogue of Life.